# 孫義宣

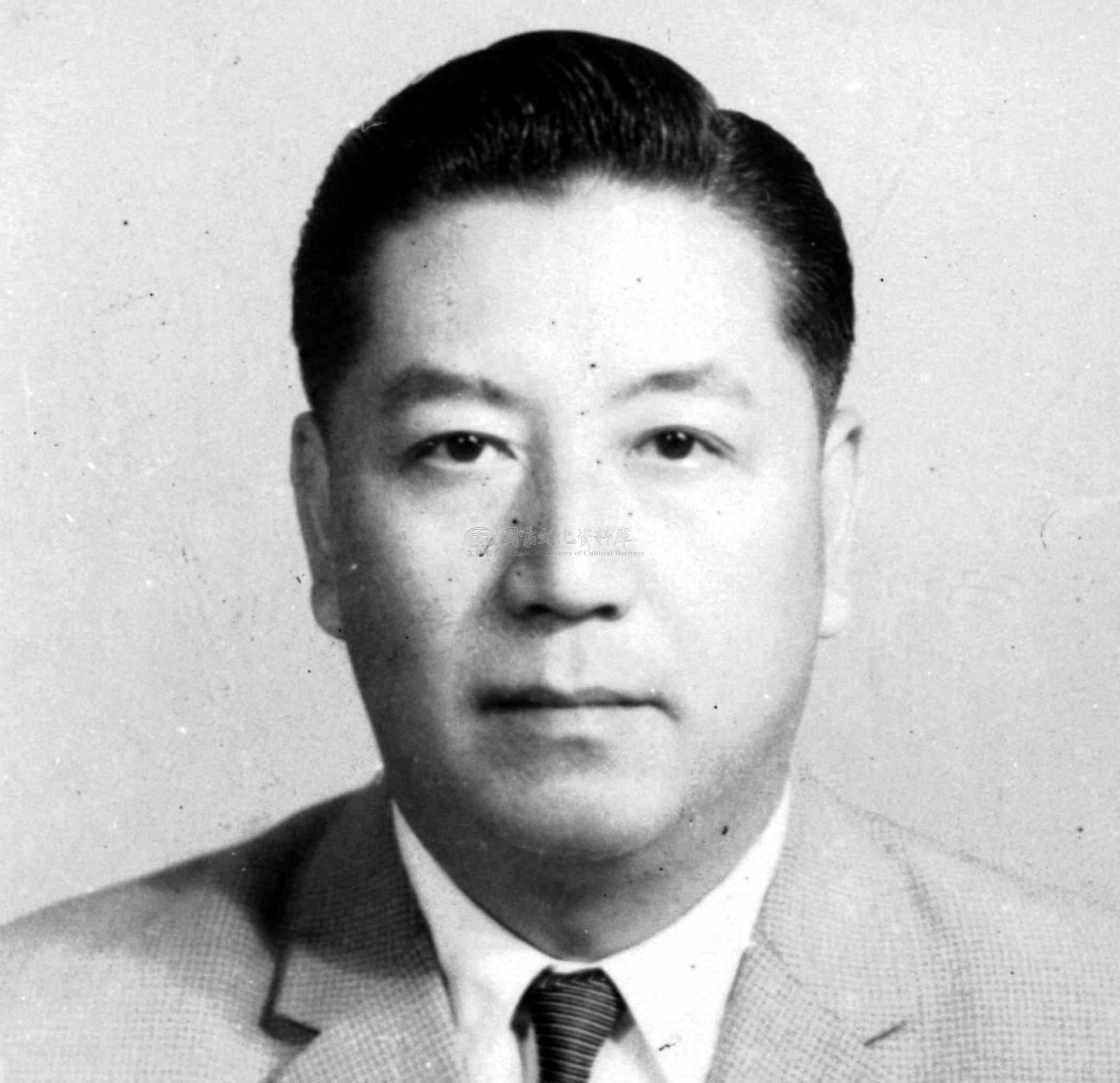
攝於1966年

孫義宣(1920年—2014年1月7日)台湾财政要人，台灣經濟腾飞的主要推手之一。浙江奉化县（今宁波市奉化区）人。

## 简历

### 早年
1920年6月26日出生。1942年，毕业于上海圣约翰大学。1953年，毕业于美國威斯康辛大學麦迪逊分校，获得經濟學博士学位。曾在中华民国國防研究院研究，第一期結業。
先后担任多种秘书职务，包括第四行政區長官公署長官之祕書，國民政府軍事委員會委員長行營祕書，中华民国總統府祕書。

### 中央银行时期
后步入银行业，出任國際貨幣基金组织副執行董事。在台湾中央银行任职期间，先后担任中央銀行祕書處處長、中央银行副總裁（1966年至1971年）兼外匯局局長（1966年至1971年）、中央银行理事、中央銀行常務董事。孫義宣还是中央信託局局長。1977年至1980年，孫義宣曾担任交通銀行總經理。也曾担任中華開發信託公司理事。1971年至1977年，担任中國輸出入銀行理事、董事会主席。1979年至1989年，担任中华民国银行公会（Bankers Association of the R.O.C.）主席。孫義宣也是台湾银行第12任总裁。

### 代表台湾
孫義宣曾多次代表台灣參加國際经济金融會議，包括：
- 1960年至1965年：國際貨幣基金组织、世界銀行、國際銀行公司年会，孫義宣出任台灣代表。
- 1967年至1968年：國際貨幣基金、世界銀行年會，孫義宣出任台灣代表团副團長。
- 1965年：亞洲開發銀行籌備大會，孫義宣出任台灣首席代表。
- 1965年：亞洲開發銀行籌備大會籌備組之亞洲開發銀行部長級會議，孫義宣出任台灣首席代表。
- 1966年：亞洲開發銀行成立大會（日本东京），孫義宣出任台灣首席代表。
- 1968年：亞洲開發銀行大會（印度尼西亚馬尼拉），孫義宣出任台灣首席代表。
- 1967年至1968年：第23和第24屆亚洲经济会议年會，孫義宣出任台灣代表團副團長。
- 1967年：「東南亞國家經濟互助」專題研究會（泰国曼谷，为美國國際開發署和威斯康辛大學合辦），孫義宣出任台灣首席代表。会议期间，发表专题报告《台灣之貿易政策及經濟發展》。
- 1969年：亞州開發銀行年會，孫義宣出任台灣代表團副團長。
- 1970年至1971年：亞州國家農業融資合作會議（泰国曼谷、印度尼西亚馬尼拉），孫義宣出任台灣代表團團長。
- 1972年：中華民國與美國在台湾台北市舉行「中美投資貿易與金融研討會」，孫義宣出任共同主持人。
- 1973年：孫義宣率領台灣投資金融訪問團，訪問美國十一个城市。
- 1983年：孫義宣當選台北市銀行公會理事長。

## 逸事
- 孫義宣母亲蒋氏逝世，极尽哀荣，很多台湾政要参加葬礼，包括蒋中正。[6]

## 著作
- Salt Taxation in China （中文：《中国盐税》）
- Trade Policies & Economic Development in Taiwan （中文：《台湾贸易政策和经济发展》）
- 孫義宣. . 國防研究院經濟研究所. 1968: 94頁  [2007年8月21日]. （原始内容存档于2014年1月3日）. 密西根大學
- 《國際貨幣制度》，孫義宣 李榮謙 著，台灣金融研訓院 出版